# Relaciones Perú-Singapur
Las relaciones Perú-Singapur se refieren a las relaciones diplomáticas entre Perú y Singapur. Ambos son miembros del APEC.

## Historia
Ambos países establecieron relaciones en 1980, cuando los embajadores de ambos países ante las Naciones Unidas intercambiaron notas formales para establecer oficialmente relaciones entre los países de cada uno el 27 de octubre de ese año.
El Ministro de Relaciones Exteriores K. Shanmugam visitó Perú en 2013 para profundizar las relaciones, y el Primer Ministro Lee Hsien Loong fue uno de los asistentes durante APEC Perú 2016,  habiendo visitado Perú una vez en 2008.
Ambos países cuenta con acuerdos comerciales mediante el Tratado de Libre Comercio Perú-Singapur suscrito el 29 de mayo de 2008 en Lima y entró en vigencia el 1 de agosto de 2009el Tratado Integral y Progresista de Asociación Transpacífico que entró en vigor para el Perú el 19 de septiembre de 2021. Asimismo, Perú el 22 de febrero de 2023 ratificó el Tratado de Libre Comercio entre la Alianza del Pacífico y Singapur.
Singapur no exige visa de ingreso por turismo y negocios a peruanos.
Perú cuenta con una embajada en Singapur.

## Relaciones comerciales
Perú y Singapur firmaron un acuerdo de libre comercio que entró en vigor el 1 de agosto de 2009. A partir de 2018, Perú es el duodécimo socio comercial de Singapur en América Latina.

## Misiones diplomáticas residentes
- Perú tiene una embajada en Singapur.
- Singapur está acreditado ante el Perú desde Singapur y tiene un consulado general honorario en Lima.[8]

## Visitas de alto nivel
- primer ministro Lee Hsien Loong (2008, 2016)
- primer ministro Lawrence Wong (2024)[9]